# Астапковичи (Витебская область)
Астапковичи — деревня в Городокском районе Витебской области Беларуси. Входит в состав Межанского сельсовета.
Находится примерно в 5 верстах к северо-востоку от более крупной деревни Лялевщина.

## История
По письменным источникам известна с XVI века, как деревня в составе Усвятской волости Витебского повета и воеводства Великого Княжества Литовского. С 1772 г. в составе Российской империи. В начале XIX века находилась в Сурожском повете, в составе поместья Зайково, которое с 1826 года принадлежало помещику Я. П. Глинке. В 1841 году — 10 дворов. 84 крестьянских души. В конце XIX—начале XX веков деревня входит в Зайковскую волость Городокского повета Витебской губернии, относилась к Зайковской сельской общине. В 1905 году — 24 двора, 182 жителя, 178 десятин земли. В 1920 году — 33 двора, 199 жителей, школа первой ступени. С 20 августа 1924 года деревня находится в Газьбенском сельсовете Межанского, 08 июля 1931 года — Городокского, 12 февраля 1935 года Меховского (18 марта 1958 года переименован в Езерищенский), с 25 декабря 1962 года Городокского района Витебской области. Согласно переписи населения 1926 года: 44 двора, 222 жителя. В 1933 году действовал колхоз «Путь социализма», кузница. В 1940 году — 85 дворов, 465 жителей. В феврале 1942 году гитлеровские оккупанты сожгли деревню, сгубили 5 мирных жителей. В 1953 году — 62 жителя, в 1970 году — 98 жителей. Деревня находится в составе колхоза «Заветы Ильича». С 2004 года — в Рудненском сельсовете.

## Население
- 1999 год — 39 человек
- 2010 год — 16 человек[3]
- 2019 год — 7 человек[1]